# Борух Василь Степанович
Василь Степанович Борух (1973—2023) — старший солдат Збройних сил України, учасник російсько-української війни.

## Життєпис
Народився 28 січня 1973 року в с. Дрогомишль, Яворівського р-ну, Львівської обл. Проживав у місті Львові. Вищу освіту здобув у Львівському національному університеті ім. І. Франка.
Понад 30 років працював вчителем історії та права у Домажирській ЗОШ.
Військову службу проходив у 116 механізованій бригаді.
Загинув 12 липня 2023 р. 

## Вшанування
- В червні 2024 року на фасаді Домажирської  школи де працював загиблий, відкрили меморіальну дошку.
- Школа в якій він працював названа на його честь[1].